# Giải đua ô tô Công thức 1 Úc 2008
Giải đua ô tô Công thức 1 Úc năm 2008 là chặng đua đầu tiên của giải vô địch thế giới Công thức 1 năm 2008. Giải được tổ chức từ ngày 14 đến ngày 16 tháng 3 năm 2008. Người chiến thắng chặng này là Lewis Hamilton.

## Vòng phân hạng
Lewis Hamilton đã giành quyền xuất phát đầu sau 3 vòng phân hạng diễn ra một ngày trước cuộc đua. Một tay đua khác của McLaren là Heikki Kovalainen giành vị trí thứ 3 trong khi 2 tay đua của Ferrari chỉ đạt vị trí thứ 4 (Felipe Massa) và 16 (đương kim vô địch Kimi Raikkonen gặp trục trặc động cơ ở vòng phân hạng thứ 2). Cựu vô địch Fernando Alonso cũng đạt kết quả không tốt khi chỉ giành vị trí xuất phát thứ 12. Trong 9 tay đua tham gia vòng phân hạng cuối cùng, bên cạnh McLaren, 2 đội BMW Sauber và Toyota cũng có 2 tay đua .

## Chặng đua chính
Ở vị trí xuất phát đầu tiên, Lewis Hamilton đã dễ dàng về nhất chặng. Hai vị trí tiếp theo thuộc về Nick Heidfeld (đội BMW Sauber) và Nico Rosberg (đội Williams). Trong tổng số 22 tay đua, chỉ có 7 tay đua về đích. Mặc dù về thứ 6 nhưng Rubens Barrichello vẫn bị loại do vi pham quy định về an toàn (không tuân theo tín hiệu đen sau khi vào đổ nhiên liệu). Kết quả này giúp Kimi Raikkonen giành 1 điểm sau khi về thứ 9. Raikkonen xuất phát thứ 15 (tăng 1 bậc do Timo Glock bị đẩy xuống thứ 19 sau khi thay động cơ) nhưng đã leo lên vị trí thứ 8 ngay vòng đầu tiên rồi thứ 7 sau 19 vòng. Tuy nhiên xe của Raikkonen bị hỏng ở vòng 53. Chiếc xe khác của Ferari do Massa điều khiển trước đó đã dừng hoạt động ở vòng 30. Đội McLaren giành danh hiệu nhất chặng với 14 điểm (tay đua thứ 2 là Heikki Kovalainen giành vị trí thứ 5).

## Xếp hạng chi tiết
| TT      | Số xe | Tay đua              | Đội đua             | Vòng | Thời gian/Bỏ cuộc | Xuất phát | Điểm |
| ------- | ----- | -------------------- | ------------------- | ---- | ----------------- | --------- | ---- |
| 1       | 22    | Lewis Hamilton       | McLaren-Mercedes    | 58   | 1:34:50.616       | 1         | 10   |
| 2       | 3     | Nick Heidfeld        | BMW Sauber          | 58   | +5.478            | 5         | 8    |
| 3       | 7     | Nico Rosberg         | Williams-Toyota     | 58   | +8.163            | 7         | 6    |
| 4       | 5     | Fernando Alonso      | Renault             | 58   | +17.181           | 11        | 5    |
| 5       | 23    | Heikki Kovalainen    | McLaren-Mercedes    | 58   | +18.014           | 3         | 4    |
| 6       | 8     | Kazuki Nakajima      | Williams-Toyota     | 57   | +1 vòng           | 13        | 3    |
| 7       | 14    | Sébastien Bourdais   | Toro Rosso-Ferrari  | 55   | Động cơ           | 17        | 2    |
| 8       | 1     | Kimi Räikkönen       | Ferrari             | 53   | Động cơ           | 15        | 1    |
| Bỏ cuộc | 4     | Robert Kubica        | BMW Sauber          | 47   | Tai nạn           | 2         |      |
| Bỏ cuộc | 12    | Timo Glock           | Toyota              | 43   | Tai nạn           | 18        |      |
| Bỏ cuộc | 18    | Takuma Sato          | Super Aguri-Honda   | 32   | Truyền động       | 19        |      |
| Bỏ cuộc | 6     | Nelson Piquet Jr.    | Renault             | 30   | Ly hợp            | 20        |      |
| Bỏ cuộc | 2     | Felipe Massa         | Ferrari             | 29   | Động cơ           | 4         |      |
| Bỏ cuộc | 9     | David Coulthard      | Red Bull-Renault    | 25   | Tai nạn           | 8         |      |
| Bỏ cuộc | 11    | Jarno Trulli         | Toyota              | 19   | Điện              | 6         |      |
| Bỏ cuộc | 20    | Adrian Sutil         | Force India-Ferrari | 8    | Thủy lực          | 22        |      |
| Bỏ cuộc | 10    | Mark Webber          | Red Bull-Renault    | 0    | Tai nạn           | 14        |      |
| Bỏ cuộc | 16    | Jenson Button        | Honda               | 0    | Tai nạn           | 12        |      |
| Bỏ cuộc | 19    | Anthony Davidson     | Super Aguri-Honda   | 0    | Tai nạn           | 21        |      |
| Bỏ cuộc | 15    | Sebastian Vettel     | Toro Rosso-Ferrari  | 0    | Tai nạn           | 9         |      |
| Bỏ cuộc | 21    | Giancarlo Fisichella | Force India-Ferrari | 0    | Tai nạn           | 16        |      |
| KXH     | 17    | Rubens Barrichello   | Honda               | 58   | Không xếp hạng    | 10        |      |